# Bromus squarrosus
Il forasacco pendolino (Bromus squarrosus L., 1753) è una specie di pianta spermatofita monocotiledone appartenente alla famiglia delle Poacee (o Gramineae, nom. cons.).

## Etimologia
Il nome generico (bromus) deriva dalla lingua greca ed è un nome antico per l'avena. L'epiteto specifico (squarrosus) significa "squamoso o ruvido" o "con le foglie con portamento ad angolo retto" (probabilmente si riferisce ai bordi dei lemmi di questa specie).
Il nome scientifico della specie è stato definito da Linneo (1707 – 1778),  biologo svedese considerato il padre della moderna classificazione scientifica degli organismi viventi, nella pubblicazione "Species Plantarum" (Sp. Pl. 1: 76 - 1753) del 1753.

## Descrizione

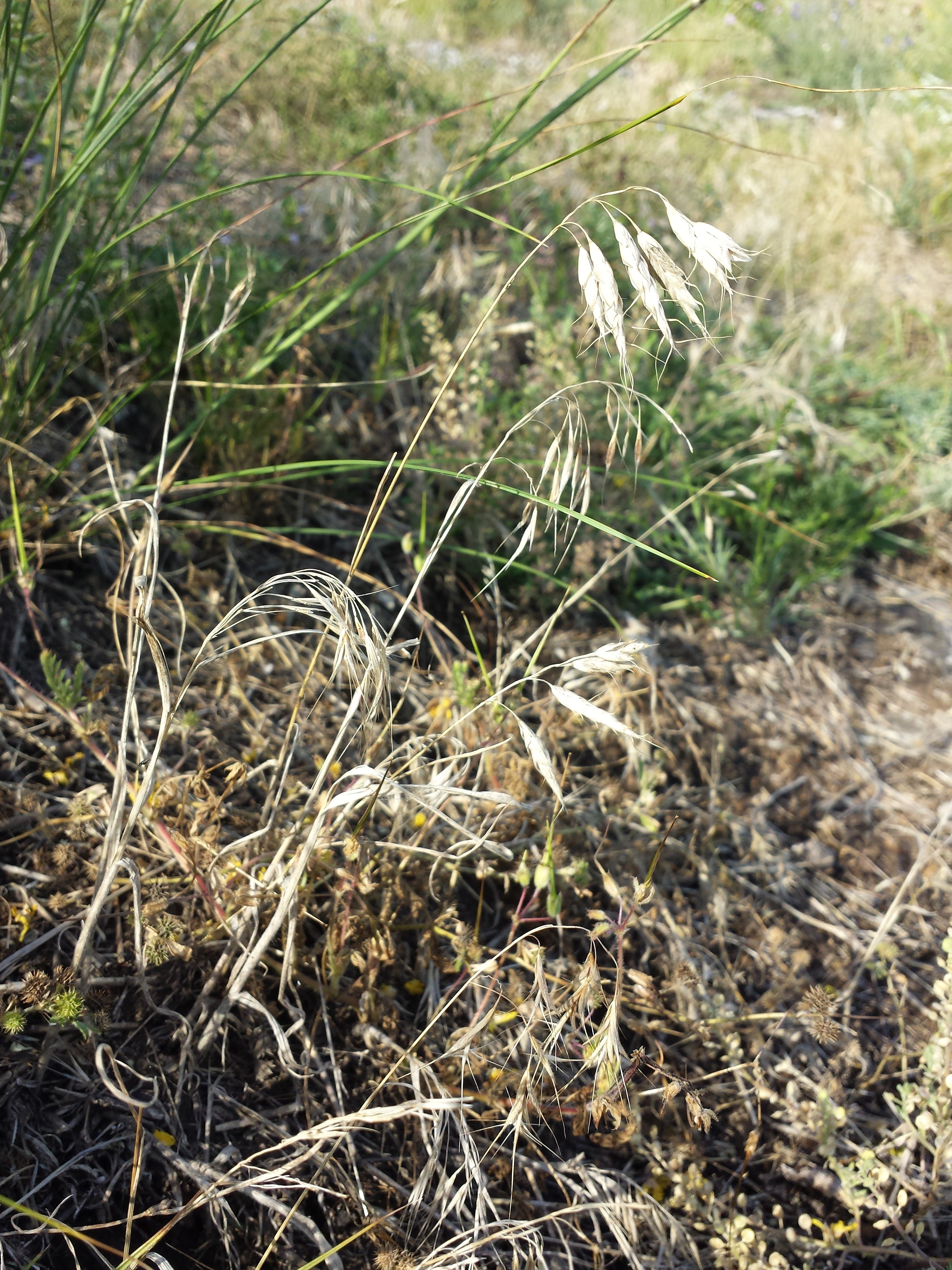
Il portamento

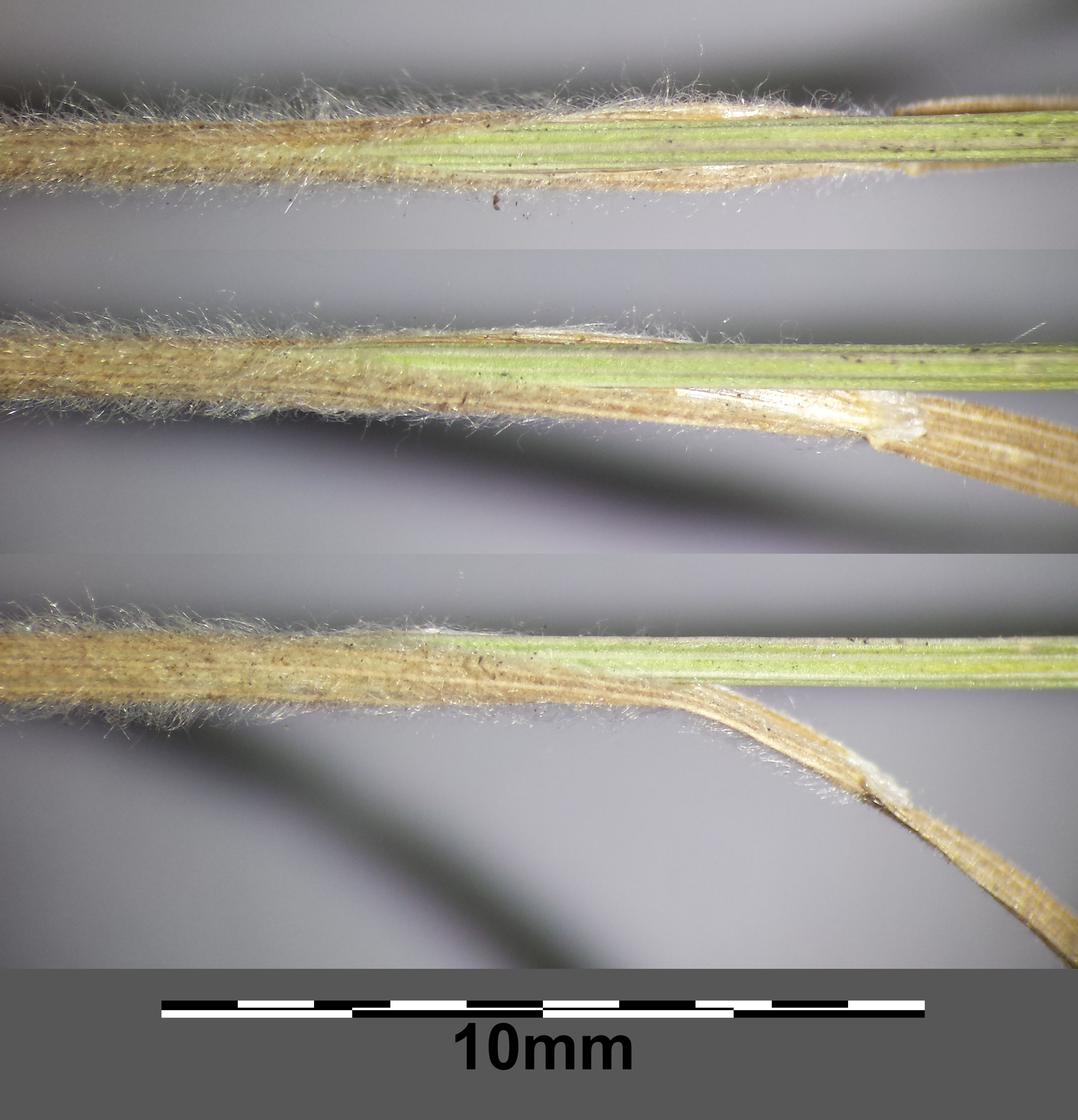
Le foglie

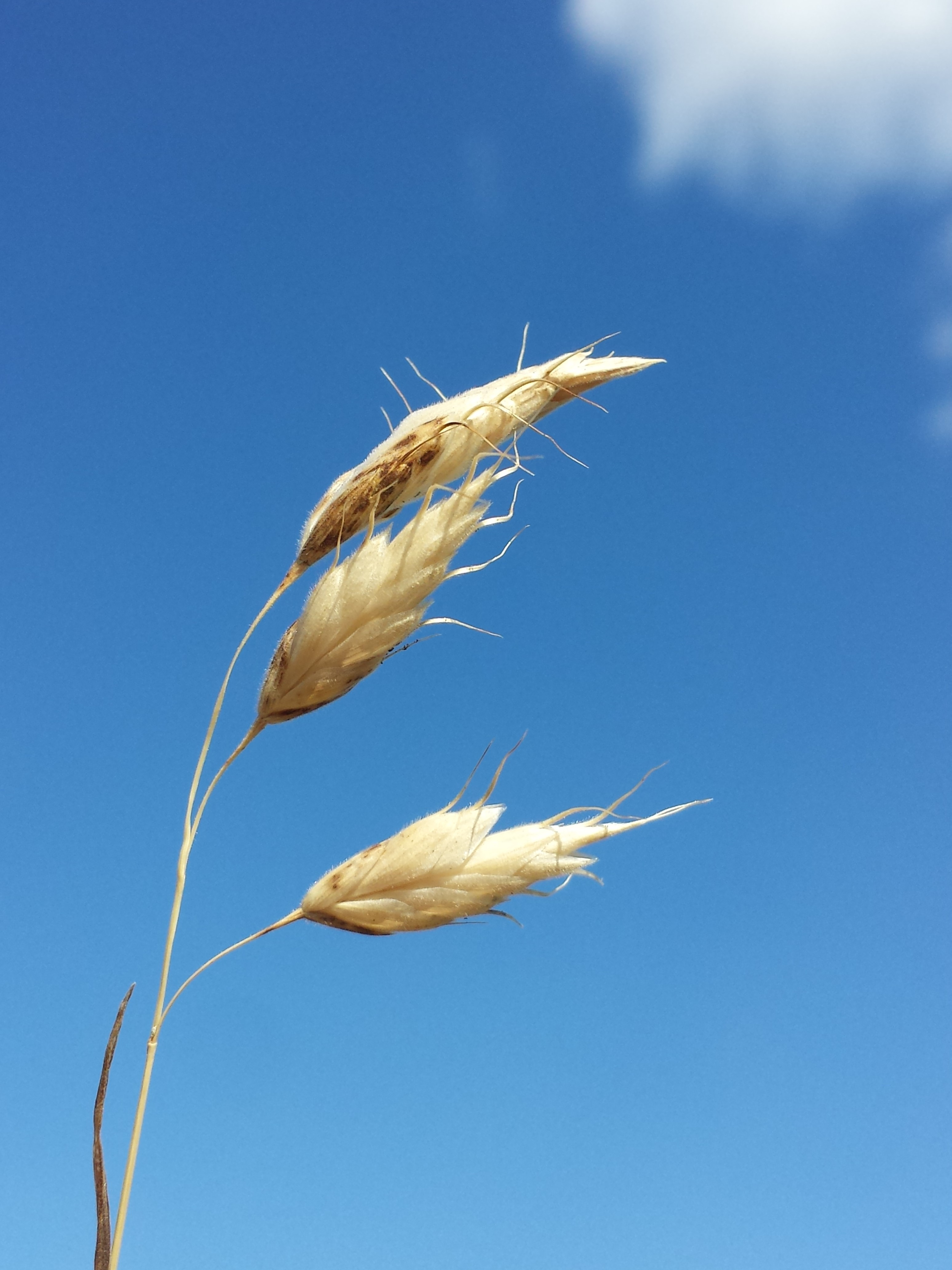
Infiorescenza

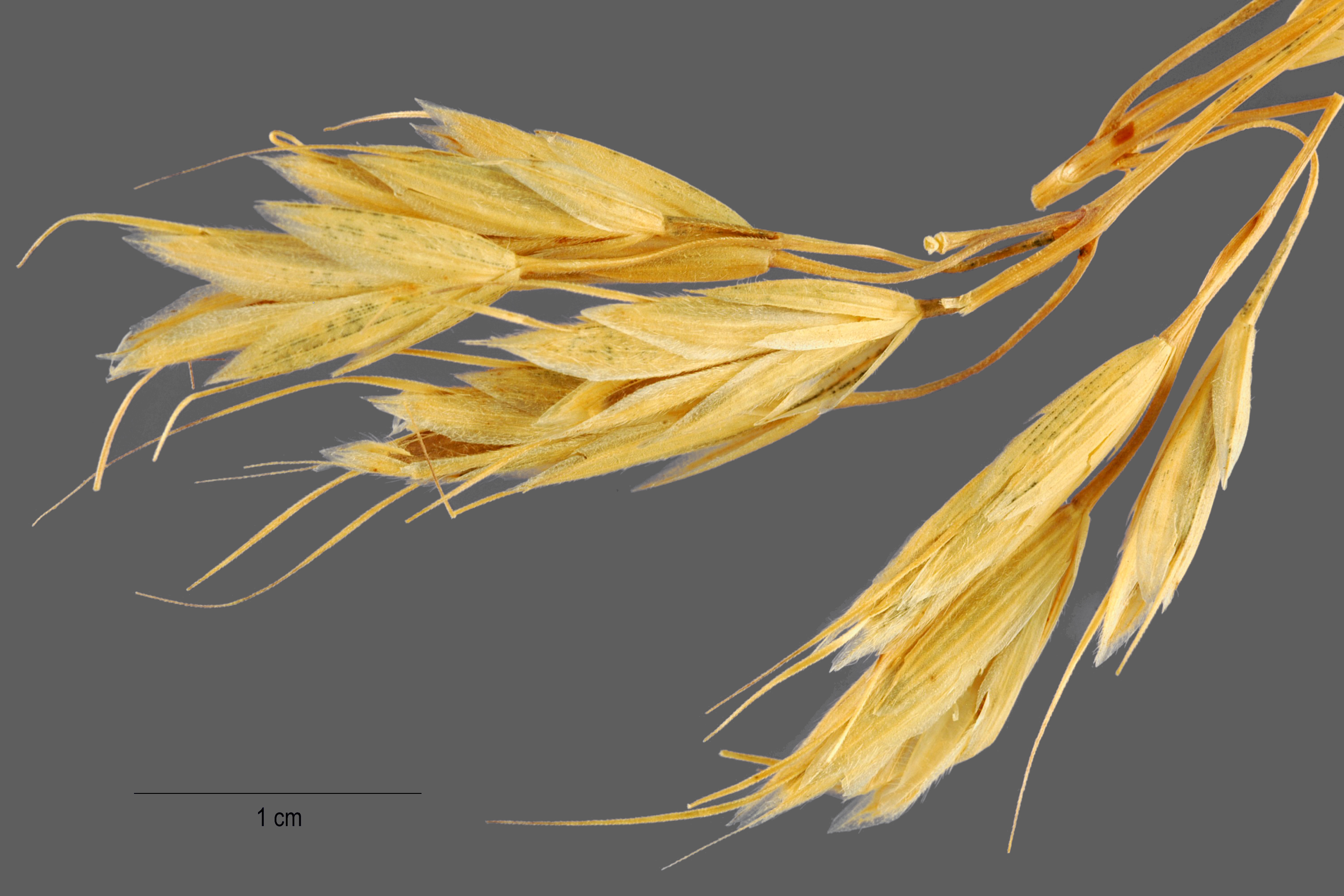
I fiori

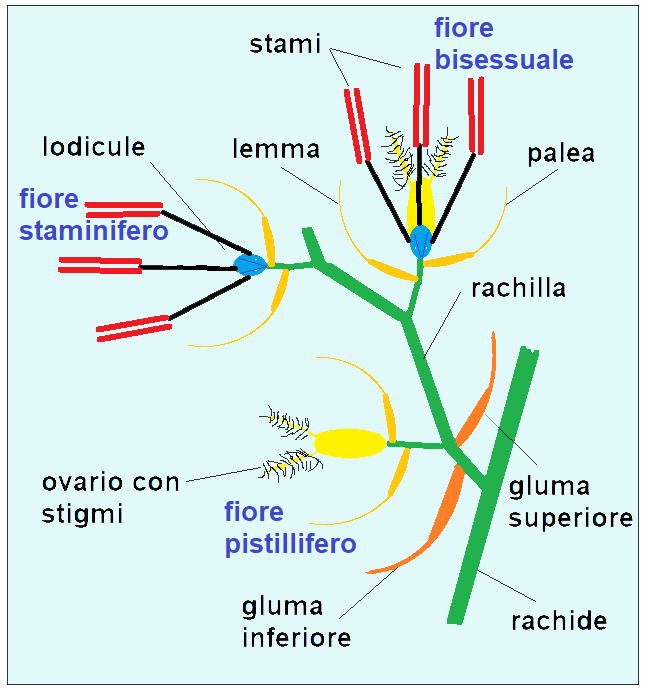
Spighetta generica con tre fiori diversi

Queste piante arrivano ad una altezza di 3 - 6 dm (massimo 90 cm). La forma biologica è terofita scaposa (T scap), ossia in generale sono piante erbacee che differiscono dalle altre forme biologiche poiché, essendo annuali, superano la stagione avversa sotto forma di seme e sono munite di asse fiorale eretto e spesso privo di foglie.

### Radici
Le radici sono per lo più fascicolate; a volte sono secondarie da rizoma.

### Fusto
I culmi sono cavi a sezione più o meno rotonda e sottile. Il portamento in genere è fascicolato, ginocchiato-ascendente. La superficie è glabra o raramente pelosa in alto. I nodi per culmo sono 3 - 5.

### Foglie
Le foglie lungo il culmo sono disposte in modo alterno, sono distiche e si originano dai vari nodi. Sono composte da una guaina, una ligula e una lamina. Le venature sono parallelinervie. Non sono presenti i pseudopiccioli e, nell'epidermide delle foglia, le papille.
- Guaina: la guaina è abbracciante il fusto e priva di auricole (o raramente auricolate); è pubescente.
- Ligula: la ligula è membranosa e a volte è cigliata. Lunghezza della ligula: 1 – 2 mm.
- Lamina: la lamina ha delle forme generalmente lineari e piatte. Entrambe le superfici sono densamente pubescenti con pelosità rivolta verso il basso. Dimensioni della lamina: larghezza 3 – 6 mm; lunghezza 12 – 30 cm.

### Infiorescenza
Infiorescenza principale (sinfiorescenza o semplicemente spiga): le infiorescenze, ascellari e terminali, in genere sono ramificate e sono formate da alcune spighette  ed hanno la forma di una pannocchia unilaterale, breve e povera. I rami inferiori in genere portano una (o due) spighette pendenti e sono lunghi 2 – 5 cm. La fillotassi dell'inflorescenza inizialmente è a due livelli, anche se le successive ramificazioni la fa apparire a spirale. Dimensione della pannocchia: larghezza 4 – 6 cm; lunghezza 5 – 20 cm.

### Spighetta
Infiorescenza secondaria (o spighetta): le spighette, pedicellate, con forme da ovate a lanceolate e compresse lateralmente, sottese da due brattee distiche e strettamente sovrapposte chiamate glume (inferiore e superiore), sono formate da 8 a 20 fiori (massimo 36 fiori). Possono essere presenti dei fiori sterili; in questo caso sono in posizione distale rispetto a quelli fertili. Alla base di ogni fiore sono presenti due brattee: la palea e il lemma. La disarticolazione avviene con la rottura della rachilla tra i fiori o sopra le glume. Alla fruttificazione le spighette sono patenti o pendule e il colore è giallastro. Dimensione delle spighette: larghezza 6 – 8 mm; lunghezza 35 – 50 mm (massimo 70 mm).
- Glume: le glume, con forme da ovate a oblunghe, sono molto differenti (5 – 8 mm). Quelle inferiori hanno 3 - 5 vene; quelle superiori 7 - 9 vene.
- Palea: la palea è un profillo più corto del lemma e con alcune venature; può essere cigliata.
- Lemma: il lemma, con forme ovato-lanceolate, è cartilagineo-erbaceo ed ha una resta inserita al di sotto dei denti apicali, è ritorta e divergente ad angolo retto. I nervi (9) sono appena visibili. Il bordo del lemma nella metà superiore forma un angolo molto retto ed ha una zona ialina larga 1 mm. Lunghezza del lemma: 9 – 10 mm. Lunghezza della resta: 10 – 12 mm.

### Fiori
I fiori fertili sono attinomorfi formati da 3 verticilli: perianzio ridotto, androceo  e gineceo.
- Formula fiorale:[7]

*, P 2, A (1-)3(-6), G (2–3) supero, cariosside.
- Il perianzio è ridotto e formato da due lodicule, delle squame traslucide, poco visibili (forse relitto di un verticillo di 3 sepali). Le lodicule sono membranose e non vascolarizzate.
- L'androceo è composto da 3 stami ognuno con un breve filamento libero, una antera sagittata e due teche. Le antere sono basifisse con deiscenza laterale. Il polline è monoporato. Lunghezza delle antere: 1 - 1,5 mm.
- Il gineceo è composto da 3-(2) carpelli connati formanti un ovario supero. L'ovario, pubescente all'apice, ha un solo loculo con un solo ovulo subapicale (o quasi basale). L'ovulo è anfitropo e semianatropo e tenuinucellato o crassinucellato. Lo stilo, che si origina dal lato abassiale dell'ovario, è breve con due stigmi papillosi e distinti.
- Fioritura: da (aprile) maggio a giugno.

### Frutti
I frutti sono del tipo cariosside, ossia sono dei piccoli chicchi indeiscenti colorati di marrone scuro, con forme ovoidali, nei quali il pericarpo è formato da una sottile parete che circonda il singolo seme. In particolare il pericarpo è fuso al seme ed è aderente. L'endocarpo non è indurito e l'ilo è lungo e lineare. L'embrione è piccolo e provvisto di epiblasto ha un solo cotiledone altamente modificato (scutello senza fessura) in posizione laterale. I margini embrionali della foglia non si sovrappongono.

## Biologia
In generale nelle Poaceae la fecondazione avviene fondamentalmente tramite l'impollinazione dei fiori per via  anemogama. Gli stigmi piumosi sono una caratteristica importante per catturare meglio il polline aereo.
I semi cadendo a terra, dopo aver eventualmente percorso alcuni metri a causa del vento (dispersione anemocora) sono dispersi soprattutto da insetti tipo formiche (mirmecoria).
In particolare i frutti di queste erbe possono sopravvivere al passaggio attraverso le budella dei mammiferi e possono essere trovati a germogliare nello sterco.

## Distribuzione e habitat

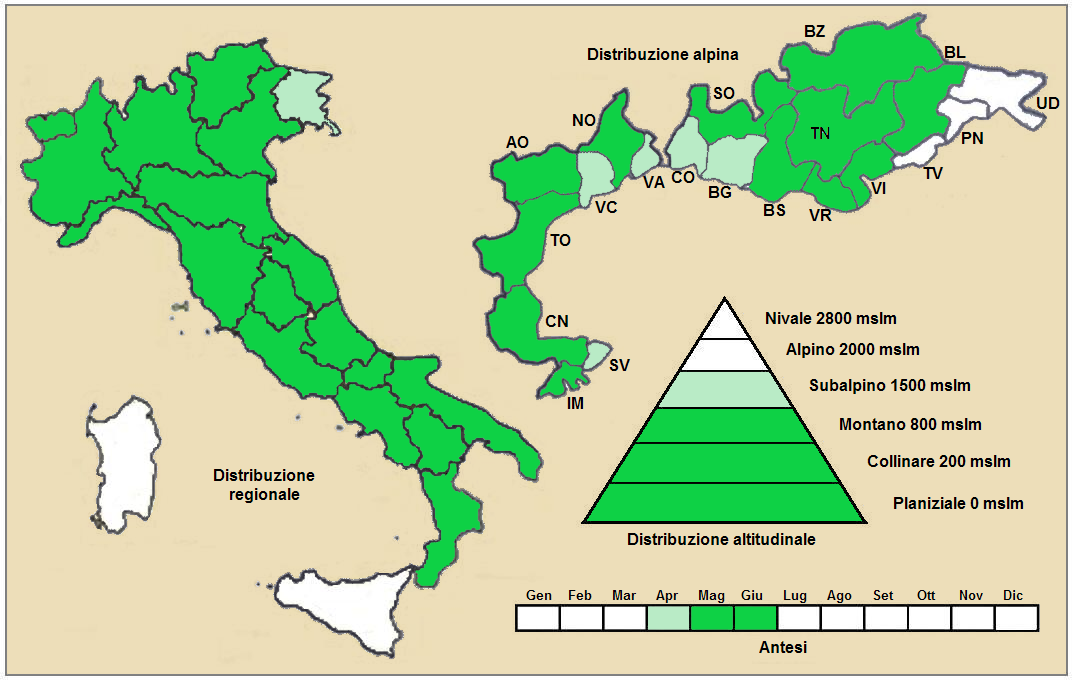
Distribuzione della pianta
(Distribuzione regionale – Distribuzione alpina)

- Geoelemento: il tipo corologico (area di origine) è Paleotemperato o anche Mediterraneo / Ovest - Asiatico . È una specie euroasiatica divenuta subcosmopolita.
- Distribuzione: in Italia è una pianta comune e si trova ovunque sul continente (isole escluse). Nelle Alpi si trova su tutto l'arco alpino con alcune discontinuità (al centro e all'estremo oriente). Fuori dall'Italia, sempre nelle Alpi, questa specie si trova in Francia (tutti i dipartimenti alpini) e in Svizzera (cantoni Grigioni e Vallese). Sugli altri rilievi europei collegati alle Alpi si trova nel Massiccio del Giura, Massiccio Centrale, Pirenei, Monti Balcani e Carpazi.[16] Nel resto dell'Europa e dell'areale del Mediterraneo questa specie si trova in Europa meridionale, Transcaucasia, Anatolia, Asia mediterranea e Magreb.[17] Fuori dall'Europa si trova in Cina, Mongolia e Kazakistan,[12]
- Habitat: gli habitat tipici per questa pianta sono gli incolti, i prati aridi e le siepi. Questa specie è nitrofila comune negli ambienti ruderali e terreni abbandonati. Il substrato preferito è calcareo ma anche siliceo con pH neutro, alti valori nutrizionali del terreno che deve essere secco.[16]
- Distribuzione altitudinale: sui rilievi queste piante si possono trovare fino a 1.600 m s.l.m. (in Asia fino a 3.000 m s.l.m.[12]); frequentano quindi i seguenti piani vegetazionali: collinare, montano e in parte quello subalpino (oltre a quello planiziale – a livello del mare).

### Fitosociologia
Dal punto di vista fitosociologico alpino Bromus squarrosus appartiene alla seguente comunità vegetale:
- Formazione: delle comunità terofiche pioniere nitrofile
  - Classe: Stellarietea mediae
    - Ordine: Sisymbrietalia

## Tassonomia
La famiglia delle Poacee comprende circa 800 generi e oltre 9.000 specie. È una delle famiglie più numerose e più importanti del gruppo delle monocotiledoni. La famiglia è suddivisa in 12 sottofamiglie, il genere Bromus fa parte della sottofamiglia Pooideae, unico genere della tribù Bromeae.

### Filogenesi
La tribù Bromeae fa parte della supertribù Triticodae T.D. Macfarl. & L. Watson, 1982. La supertribù Triticodae comprende tre tribù: Littledaleeae, Hordeeae e Bromeae. All'interno della supertribù, la tribù Bromeae forma un "gruppo fratello" con la tribù Hordeeae.
I Bromus della flora spontanea italiana sono suddivisi in tre gruppi distinti: Festucaria G. et G., Anisantha Koch e Bromus s.s. La specie di questa voce appartiene al gruppo Bromus s.s. Il ciclo biologico delle piante di questo gruppo è annuo con un aspetto molto diverso dalle specie del genere Festuca. A maturità le spighette si restringono all'apice ed hanno delle reste caratteristiche (allargate). Le nervature delle due glume (con forme ovate lunghe 3,5 – 9 mm) sono diverse: quella inferiore ha 3 nervature; quella superiore è 7 - 9 nervature. La resta dei lemmi (con forme ovato-lanceolate) è dorsale.
Il numero cromosomico delle specie B. squarrosus è: 2n = 14.

### Sottospecie
Di seguito sono indicate alcune sottospecie di questa voce, non sempre riconosciute da altre checklist botaniche.
- Bromus squarrosus subsp. consimilis - Distribuzione: Grecia
- Bromus squarrosus subsp. danubialis Pénzes, 1936 - Distribuzione: Europa

### Sinonimi
Questa entità ha avuto nel tempo diverse nomenclature. L'elenco seguente indica alcuni tra i sinonimi più frequenti:
- Bromus balsiensis Prodán
- Bromus briziformis Willk.
- Bromus coloratus Baumg. ex Nyman
- Bromus japonicus subsp. noeanus (Boiss.) Pènzes
- Bromus japonicus var. paniculatus (Kuntze) Roshev.
- Bromus leptostachys Pieri
- Bromus megastachys Borbás
- Bromus noeanus Boiss.
- Bromus patulus var. squarrosus (L.) Döll
- Bromus squarrosus var. australis (Willk.) D.Rivera & M.A.Carreras
- Bromus squarrosus var. balsiensis (Prodán) Todor
- Bromus squarrosus var. danthoniae Kuntze
- Bromus squarrosus subsp. danubialis Pénzes
- Bromus squarrosus var. exilis Mutel
- Bromus squarrosus var. gomboczii Pénzes
- Bromus squarrosus f. grandistachys (Borbás) Pénzes
- Bromus squarrosus var. grandistachys Borbás
- Bromus squarrosus var. inermedius Kuntze
- Bromus squarrosus var. megastachys Borbás ex Jáv.
- Bromus squarrosus var. megastachyus Grecescu
- Bromus squarrosus var. multiflorus Trab.
- Bromus squarrosus var. nanus Bolzon
- Bromus squarrosus subsp. noeanus Pénzes
- Bromus squarrosus var. paniculatus Kuntze
- Bromus squarrosus var. parviflorus K.Koch
- Bromus squarrosus f. pauciflorus Todor
- Bromus squarrosus var. puberulus Beck
- Bromus squarrosus var. pubescens Vis.
- Bromus squarrosus var. simplex Kuntze
- Bromus squarrosus f. uberrimus (Murb.) Pénzes
- Bromus squarrosus var. uberrimus Murb.
- Bromus squarrosus var. velutinus Döll
- Bromus squarrosus var. villosus Roth
- Bromus squarrosus var. wolgensis (Fisch. ex J.Jacq.) Regel
- Bromus villosus (Roth) C.C.Gmel.
- Bromus volgensis Willd.
- Bromus wolgensis Fisch. ex J.Jacq.
- Forasaccus squarrosus (L.) Bubani
- Serrafalcus mollissimus Arv.-Touv.
- Serrafalcus squarrosus (L.) Bab.
- Serrafalcus squarrosus var. australis Willk.